# (36835) 2000 SF109
2000 SF109 (asteroide 36835) é um asteroide da cintura principal. Possui uma excentricidade de 0.04527420 e uma inclinação de 5.54768º.
Este asteroide foi descoberto no dia 24 de setembro de 2000 por LINEAR em Socorro.